# Pu'an
För andra betydelser, se Pu'an (olika betydelser).
Pu'an är ett härad i den autonoma prefekturen Qianxinan för buyi- och miao-folken i Guizhou-provinsen i sydvästra Kina.
1. ↑  http://www.geohive.com/cntry/CN-52_ext.aspx